# Alexandre IV d'Imerècia
Alexandre IV era el fill gran de Bagrat IV d'Imerècia amb una concubina i va succeir al pare el 1681 però va ser deposat el mateix any. Va tornar a ser proclamat en ser deposat Jordi III Gurieli el 1683; en aquest any 1683 Jordi XI de Kartli entra al país, derrota als Gurieli i al pasha de Samtskhé, i proclama rei al fill natural de Bagrat, Alexandre IV. La reina Thamar fou enviada a Mingrèlia on va morir. El 1689 Artxil va ocupar el poder però els turcs el van restaurar el 1691. El duc de Ratxa es va revoltar amb altres nobles el 1695 i Alexandre fou arrestat i entregat al rei Jordi XI de Kartli, que el va fer matar.